# Élections cantonales de 1871 en Guadeloupe
Les élections cantonales ont eu lieu les 15 janvier et 29 janvier 1871 dans la colonie de la Guadeloupe.
Ce conseil général colonial possède plus de pouvoir qu'un conseil général de métropole.

## Contexte
Lors de ces élections, la totalité des conseillers généraux est renouvelé. 
Le mode de scrutin change par rapport aux élections pour le conseil général durant le Second Empire. On passe d'une désignation par les conseils municipaux à une élection au suffrage universel masculin.

## Résultats par canton

### Canton de Basse-Terre
Trois conseillers sont à élire.
| Candidats | Candidats              | Étiquette | Premier tour | Premier tour | Ballotage | Ballotage |
| Candidats | Candidats              | Étiquette | Voix         | %            | Voix      | %         |
| --------- | ---------------------- | --------- | ------------ | ------------ | --------- | --------- |
|           | Bonaventure Saint-Just |           | 1 503        | 89,46        |           |           |
|           | Louis Adolphe Rollin   | Rép mod   | 1 473        | 87,68        |           |           |
|           | Louis Mollenthiel *    |           | /            | /            | 723       | 73,40     |
|           |                        |           |              |              |           |           |
| Inscrits  | Inscrits               | Inscrits  | 3 860        | 100,00       | 3 860     | 100,00    |
| Votants   | Votants                | Votants   | 1 680        | 43,52        | 985       | 25,52     |
| Exprimés  |                        |           |              |              |           |           |

*sortant

### Canton de Pointe-Noire
Un seul conseiller est à élire.
| Candidats | Candidats   | Étiquette | Premier tour | Premier tour |
| Candidats | Candidats   | Étiquette | Voix         | %            |
| --------- | ----------- | --------- | ------------ | ------------ |
|           | Jules Aubin |           | 491          | 59,73        |
|           |             |           |              |              |
| Inscrits  | Inscrits    | Inscrits  | 1 203        | 100,00       |
| Votants   | Votants     | Votants   | 822          | 68,33        |
| Exprimés  |             |           |              |              |

*sortant

### Canton de Capesterre
Deux conseillers sont à élire. 
| Candidats | Candidats           | Étiquette | Premier tour | Premier tour |
| Candidats | Candidats           | Étiquette | Voix         | %            |
| --------- | ------------------- | --------- | ------------ | ------------ |
|           | Richard Jean-Romain |           | 1 086        | 94,85        |
|           | Octave Bloncourt    |           | 737          | 64,37        |
|           |                     |           |              |              |
| Inscrits  | Inscrits            | Inscrits  | 2 236        | 100,00       |
| Votants   | Votants             | Votants   | 1 145        | 51,21        |
| Exprimés  |                     |           |              |              |

*sortant

### Canton de Pointe-à-Pitre
Cinq conseillers sont à élire. 
| Candidats | Candidats              | Étiquette | Premier tour | Premier tour | Ballotage | Ballotage |
| Candidats | Candidats              | Étiquette | Voix         | %            | Voix      | %         |
| --------- | ---------------------- | --------- | ------------ | ------------ | --------- | --------- |
|           | Louis Alcindor         |           | 1 343        | 87,27        | 1 186     | 79,87     |
|           | Fabius                 |           | 884          | 57,44        | 1 068     | 71,92     |
|           | Mondésir Magloire      |           | 687          | 44,64        | 750       | 50,51     |
|           | Octave Bloncourt       |           | 628          | 40,81        |           |           |
|           | Théodore Champy (fils) |           | 563          | 36,58        | 981       | 66,06     |
|           | Bertel                 |           | 532          | 34,57        |           |           |
|           | Anatole Léger          |           | 501          | 32,55        | 754       | 50,77     |
|           | Eugène Picard          |           | 424          | 27,55        |           |           |
|           | Charles Durand         |           | 376          | 24,43        |           |           |
|           | Duplan                 |           | 332          | 21,57        |           |           |
|           | Rouleau                |           | 309          | 20,08        |           |           |
|           | Chauvel                |           | 231          | 15,01        |           |           |
|           | Lauriol                |           | 223          | 14,49        |           |           |
|           | Jouannet               |           | 220          | 14,30        |           |           |
|           | René Monnerot          |           | 110          | 7,15         |           |           |
|           |                        |           |              |              |           |           |
| Inscrits  | Inscrits               | Inscrits  | 6 783        | 100,00       | 6 783     | 100,00    |
| Votants   | Votants                | Votants   | 1 736        | 25,59        | 1 485     | 21,89     |
| Exprimés  |                        |           |              |              |           |           |

*sortant

### Canton de Lamentin
Trois conseillers sont à élire. 
| Candidats | Candidats         | Étiquette | Premier tour | Premier tour | Ballotage | Ballotage |
| Candidats | Candidats         | Étiquette | Voix         | %            | Voix      | %         |
| --------- | ----------------- | --------- | ------------ | ------------ | --------- | --------- |
|           | de Jabrun *       |           |              |              | 720       | 75,31     |
|           | Eugène Laurent    |           |              |              | 615       | 64,33     |
|           | Edgard Thibaudier |           |              |              | 519       | 54,29     |
|           |                   |           |              |              |           |           |
| Inscrits  | Inscrits          | Inscrits  | 3 796        | 100,00       | 3 796     | 100,00    |
| Votants   | Votants           | Votants   | 719          | 18,94        | 956       | 25,18     |
| Exprimés  |                   |           |              |              |           |           |

*sortant

### Canton du Moule
Trois conseillers sont à élire. 
| Candidats | Candidats              | Étiquette | Premier tour | Premier tour | Ballotage | Ballotage |
| Candidats | Candidats              | Étiquette | Voix         | %            | Voix      | %         |
| --------- | ---------------------- | --------- | ------------ | ------------ | --------- | --------- |
|           | Auguste Duchassaing *  | Conserv   |              |              | 574       | 78,74     |
|           | D. Jouannet            |           |              |              | 390       | 53,50     |
|           | Louis Valleton         |           |              |              | 337       | 46,23     |
|           | Adolphe Cicéron (père) |           |              |              |           |           |
|           | Ernest de Poyen        |           |              |              |           |           |
|           |                        |           |              |              |           |           |
| Inscrits  | Inscrits               | Inscrits  | 3 419        | 100,00       | 3 419     | 100,00    |
| Votants   | Votants                | Votants   | 556          | 16,26        | 729       | 21,32     |
| Exprimés  |                        |           |              |              |           |           |

*sortant

### Canton de Marie-Galante
Deux conseillers sont à élire. 
| Candidats | Candidats                   | Étiquette | Premier tour | Premier tour | Ballotage | Ballotage |
| Candidats | Candidats                   | Étiquette | Voix         | %            | Voix      | %         |
| --------- | --------------------------- | --------- | ------------ | ------------ | --------- | --------- |
|           | Léopold Raiffer             |           |              |              | 570       | 68,76     |
|           | Agénor Mâgne                |           |              |              | 399       | 48,13     |
|           | Saint-Germain Portarrieux * |           |              |              |           |           |
|           | Hubert Boulogne             |           |              |              |           |           |
|           | Bielle                      |           |              |              |           |           |
|           | Rameaux                     |           |              |              |           |           |
|           |                             |           |              |              |           |           |
| Inscrits  | Inscrits                    | Inscrits  | 2 835        | 100,00       | 2 835     | 100,00    |
| Votants   | Votants                     | Votants   | 628          | 22,15        | 829       | 29,24     |
| Exprimés  |                             |           |              |              |           |           |

*sortant

### Canton de Saint-François
Un seul conseiller est à élire. 
| Candidats | Candidats      | Étiquette | Premier tour | Premier tour | Ballotage | Ballotage |
| Candidats | Candidats      | Étiquette | Voix         | %            | Voix      | %         |
| --------- | -------------- | --------- | ------------ | ------------ | --------- | --------- |
|           | Adolphe Deurer |           | 150          | 36,86        | 250       | 53,88     |
|           | Pain           |           | 96           | 23,59        |           |           |
|           | Louis Valleton |           | 87           | 21,38        |           |           |
|           | E. Favreau     |           | 40           | 9,83         |           |           |
|           |                |           |              |              |           |           |
| Inscrits  | Inscrits       | Inscrits  | 1 232        | 100,00       | 1 232     | 100,00    |
| Votants   | Votants        | Votants   | 407          | 33,04        | 464       | 37,66     |
| Exprimés  |                |           |              |              |           |           |

*sortant

### Canton de Port-Louis
Trois conseillers sont à élire. 
| Candidats | Candidats          | Étiquette | Premier tour | Premier tour | Ballotage | Ballotage |
| Candidats | Candidats          | Étiquette | Voix         | %            | Voix      | %         |
| --------- | ------------------ | --------- | ------------ | ------------ | --------- | --------- |
|           | Eugène Picard      |           |              |              | 693       | 79,75     |
|           | Ernest Souques *   |           |              |              | 674       | 77,56     |
|           | Nerval de Vipart * |           |              |              | 643       | 73,99     |
|           |                    |           |              |              |           |           |
| Inscrits  | Inscrits           | Inscrits  | 3 254        | 100,00       | 3 254     | 100,00    |
| Votants   | Votants            | Votants   | 581          | 17,86        | 869       | 26,71     |
| Exprimés  |                    |           |              |              |           |           |

*sortant

### Canton de Saint-Martin
Un seul conseiller est à élire. 
| Candidats | Candidats  | Étiquette | Premier tour | Premier tour |
| Candidats | Candidats  | Étiquette | Voix         | %            |
| --------- | ---------- | --------- | ------------ | ------------ |
|           | Brunerie * |           | 164          |              |
|           |            |           |              |              |
| Inscrits  | Inscrits   | Inscrits  |              | 100,00       |
| Votants   |            |           |              |              |
| Exprimés  |            |           |              |              |

*sortant